# Siân Heder

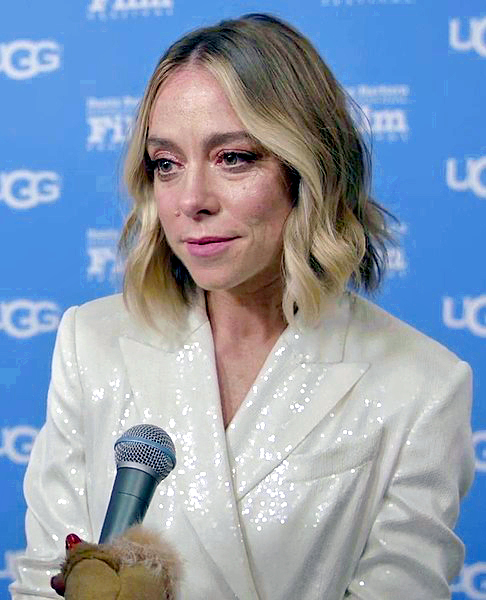
Siân Heder beim Santa Barbara International Film Festival im März 2022

Siân Heder (* 23. Juni 1977 in Cambridge, Massachusetts) ist eine US-amerikanische Drehbuchautorin, Filmemacherin und Oscar-Preisträgerin.

## Leben
Siân Heder wurde 1977 in Cambridge in Massachusetts geboren. Ihr Vater Lajos Héder stammt aus Ungarn, ihre Mutter Mags Harries aus Wales. Bevor Heder nach Los Angeles zog, absolvierte sie die Carnegie Mellon School of Drama.
Nach einigen Nebenrollen in Fernsehserien und im Film Dorian Blues von Tennyson Bardwell begann Heder mit dem Kurzfilm Mother selbst Filme zu machen. Diesen stellte sie im Januar 2006 beim Florida Film Festival vor und im Mai 2006 in Cannes. In dem Film verarbeitete Heder auch ihre eigenen Erfahrungen als Nanny. Nach Regiearbeiten für die Fernsehserien The Path und Glow und Drehbucharbeiten für Men of a Certain Age und 20 Folgen von Orange Is the New Black zeigte sie Januar 2016 beim Sundance Film Festival ihr Filmdrama Tallulah.  Dieser Film ist ein Ableger von Mother, der auch in einer Familie von Gehörlosen spielte.
In ihrem Coming-of-Age-Film Coda erzählt Heder von der 17-jährigen Rubby, gespielt von Emilia Jones, die das einzige hörende Mitglied ihrer ansonsten gehörlosen Familie ist. Als sie ihre Leidenschaft für das Singen entdeckt, gerät die junge Frau in einen Konflikt zwischen der Verantwortung gegenüber ihrer Familie und ihres Traums am Berklee College of Music Gesang zu studieren. Heder, die auch das Drehbuch schrieb, legte damit einerseits den französischen Film Verstehen Sie die Béliers? von Éric Lartigau neu auf, andererseits setzte sie Tallulah fort. Der Film feierte im Februar 2021 beim Sundance Film Festival seine Premiere. Im Juli 2021 wurde bekannt, dass Heder für Apple Original Films die Bestseller-Memoiren Being Heumann der US-amerikanischen Aktivistin für Behindertenrechte Judith Heumann adaptieren und inszenieren wird.
Im Jahr 2022 wurde sie in die Academy of Motion Picture Arts and Sciences (AMPAS) berufen, die alljährlich die Oscars vergibt.
Heder ist mit dem Schauspieler und Produzenten David Newsom verheiratet. Gemeinsam haben sie zwei Kinder.

## Filmografie (Auswahl)
- Men of a Certain Age (Fernsehserie)
- Orange Is the New Black (Fernsehserie, 20 Folgen)
- 2012: Dog Eat Dog (Kurzfilm)
- 2016: Tallulah
- 2021: Coda
- 2023: Barry (Fernsehserie, Schauspielerin Folge 4x8)

## Auszeichnungen (Auswahl)
British Academy Film Awards
- 2022: Auszeichnung für das Beste adaptierte Drehbuch (Coda)

Critics’ Choice Movie Awards
- 2022: Nominierung für das Beste adaptierte Drehbuch (Coda)

Haugesund
- 2021: Auszeichnung mit dem Ray of Sunshine Award (Coda)[7]

Hollywood Music in Media Award
- 2021: Auszeichnung als Bester Song – Independent Film („Beyond the Shore“ für Coda)[8]

Independent Spirit Award
- 2021: Nominierung in der Kategorie Best New Scripted Series (Little America)

Internationale Filmfestspiele von Cannes
- 2006: Nominierung für den Cinefondation Award (Mother)

Oscar
- 2022: Auszeichnung für das Beste adaptierte Drehbuch (Coda)

Palm Springs International Film Festival
- 2021: Aufnahme in die Liste „10 Directors to Watch“ (Coda)[9]

Satellite Award
- 2021: Auszeichnung für das Beste adaptierte Drehbuch (Coda)
- 2021: Nominierung als Bester Filmsong (Beyond the Shore aus Coda)

Sundance Film Festival
- 2016: Nominierung für den U.S. Grand Jury Prize: Dramatic (Tallulah)
- 2021: Auszeichnung mit dem U.S. Grand Jury Prize: Dramatic (Coda)
- 2021: Auszeichnung mit dem U.S. Dramatic Award for Directing (Coda)
- 2021: Auszeichnung mit dem Audience Award: U.S. Dramatic (Coda)[10]

Writers Guild of America Award
- 2014: Nominierung für das Beste Drehbuch einer Episode einer neuen Comedy-Serie (Orange Is the New Black)
- 2015: Nominierung für das Beste Drehbuch einer Episode einer Comedy-Serie (Orange Is the New Black)
- 2022: Auszeichnung für das Beste adaptierte Drehbuch (Coda)[11]